# Desollamiento de Marsias (Tiziano)
El Desollamiento de Marsias es una pintura del maestro renacentista italiano Tiziano, probablemente de entre 1570 y su muerte en 1576, con más de ochenta años. Actualmente se encuentra en el palacio arzobispal en Kroměříž, República Checa y pertenece al Arzobispado de Olomouc (administrado por el Museo de Arte de Olomouc – Museo Arquidiocesano). Es uno de los últimos trabajos del artista y puede estar inacabado, aunque hay una firma parcial en la piedra en primer plano en la esquina inferior derecha.
La pintura muestra el desollamiento en vivo de Marsias, un sátiro que temerariamente desafió al dios Apolo a un concurso musical en el que el vencedor podría castigar al vencido como deseara. Es uno de los varios lienzos con temas mitológicos de Ovidio que Tiziano ejecutó en sus últimos años, mayoritariamente una serie de "poesías" para el rey Felipe II de España, de la que esta pintura no parece haber formado parte.
La pintura permaneció en Kroměříž en Moravia desde 1673, y bastante olvidada, al quedar fuera de los caminos más trillados de la pintura veneciana. "No entró en la literatura crítica hasta 1909". Desde los años 1930 fue ampliamente "aceptado como un importante trabajo final" entre los estudiosos, pero poco conocido entre un público más amplio.
En su primera aparición moderna en el extranjero, "fue recibido con asombrada admiración" como la "atracción estrella" de una importante exposición en la Real Academia de Arte de Londres en 1983, ya que era una novedad para la mayoría de espectadores y fue descrito por John Russell en el The New York Times como "el cuadro más asombroso del espectáculo".

## Descripción

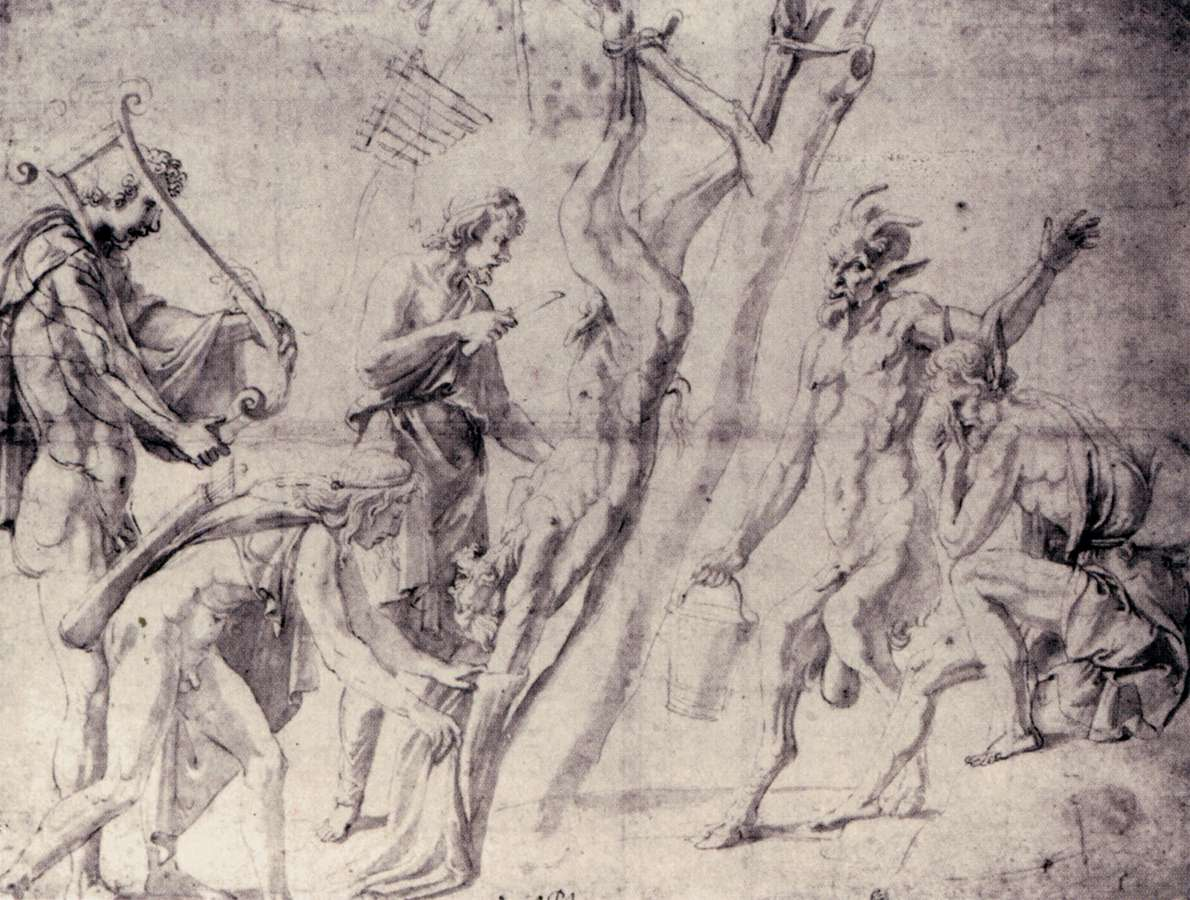
Dibujo de Giulio Romano, Louvre, para un fresco en Mantua.

La elección de una escena tan violenta fue quizás inspirada en la muerte de Marco Antonio Bragadin, el comandante veneciano de Famagusta en Chipre que fue desollado vivo por los otomanos cuando la ciudad cayó en agosto de 1571, causando una enorme indignación en Venecia. La composición deriva indudablemente de la de Giulio Romano varias décadas antes.
Ambos artistas siguen el relato de Ovidio en Las metamorfosis (Libro VI, líneas 382–400), que cubre el concurso muy deprisa, pero describe la escena del desollamiento más extensamente, aunque con pocas indicaciones que ayuden a visualizarlo.
Marsias era un hábil tocador de aulos o flauta doble, pero en la época de Tiziano era normalmente sustituida por una flauta de Pan, que cuelga del árbol sobre su cabeza. Apolo tocó su lira habitual, aquí representada por una moderna viola de brazo, un antepasado del violín con hasta siete cuerdas. Está siendo tocada por una figura de identidad incierta, que algunos estudiosos identifican con el mismo Apolo, apareciendo dos veces, ya que Apolo es claramente la figura coronada de laurel que está arrodillado abajo y utiliza su cuchillo para desollar el pecho de Marsias. También se ha sugerido que el músico es Orfeo, u Olimpo, un alumno devoto de Marsias, a quien más tarde Apolo convierte a tocar la lira, y Ovidio menciona. El mítico rey Midas, el hombre viejo con corona sentado a la derecha, se cree que es probablemente un autorretrato. Su mirada baja fija en Marsias es paralela a la del músico que mira al cielo arriba al otro lado de la pintura.
Ovidio no menciona quienes fueron los jueces del concurso. En la mayoría de los relatos griegos son las Tres Musas, pero la historia pronto se confundió con otra, la del "Juicio de Midas", como pasa aquí. Esto era otro concurso musical, siempre con una lira contra un instrumento de viento, la flauta de Pan. Naturalmente Apolo ganó, pero en algunas versiones Midas prefirió a Pan, y como castigo recibió orejas de burro, mientras Pan era solo humillado. El Midas aquí representado todavía no tiene orejas de burro. El "Juicio de Midas" también fue plasmado en pintura. Ambas historias se ambientan en Frigia, en la actual Turquía, donde Midas reinó, que en el mundo antiguo fue una región relacionada con la música. Los frigios no eran griegos, siendo helenizados después de Alejandro Magno, pero seguían viviendo en los confines del mundo griego. El humano con el cuchillo lleva un gorro frigio. 

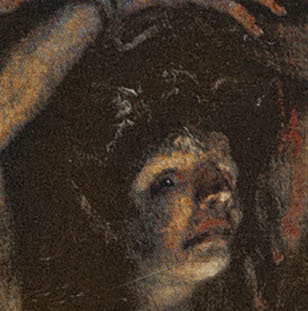
La cabeza de Marsias, invertida.

Apolo es asistido por ese siniestro "escita" entre el dios y el músico, trabajando en la pierna de Marsias, y un sátiro llega con un balde detrás de Midas, quizás para recoger la sangre, o guardar la piel arrancada, que en algunas versiones de la historia Apolo más tarde clava en un templo. Un sátiro niño sujeta un perro grande a la derecha, mientras un perrito mucho más pequeño lame la sangre que ha caído al suelo. Las patas y pezuñas de cabra del sátiro destacan al estar invertidas, dándole la posición típica de los animales de tamaño medio cuando una vez sacrificados se procede a su despellejamiento. La mayor parte del cuerpo todavía está intacto, aunque Apolo ya sujeta un gran trozo de piel en la mano que no sostiene el cuchillo.
Compositivamente, la "V" formada por las patas de Marsias se repite en las "uves" de los brazos doblados de las cuatro figuras más cercanas a él, todos mirándole. De hecho, su ombligo está casi exactamente en el centro de la tela tal como está ahora. Los exámenes técnicos han determinado que dos de las diferencias principales respecto a la composición de Giulio Romano fueron cambios realizados con el trabajo ya muy adelantado; originalmente el músico solo sostenía su instrumento, como en la composición de Romano, y el sátiro niño y el perro grande no estaban presentes.

## Significado

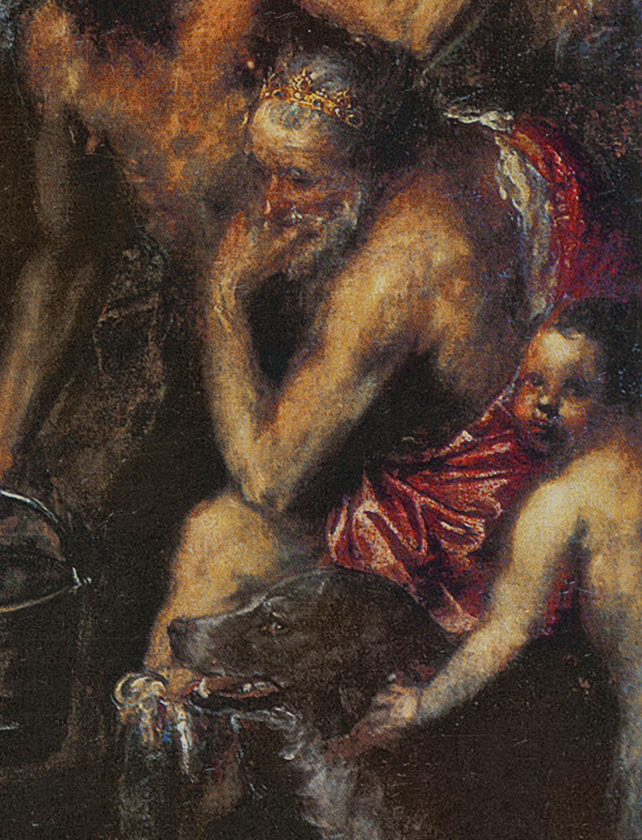
Detalle, Midas.

Muchos escritores han intentado desentrañar el significado de la "famosamente salvaje" pintura, la cual, a pesar de "la brutalidad del tratamiento", ha sido encontrada poderosamente convincente por muchos, y descrita como "la más comentada, reverenciada y aborrecida de todas las pinturas de Tiziano". Una sugerencia común es que la pintura refleja ideas del neoplatonismo renacentista sobre la "liberación del espíritu del cuerpo", o la adquisición de una claridad o percepción más altas. Por lo general, se considera que tales ideas están también implicadas en otro famoso desollamiento: la piel desollada cuyo rostro es un autorretrato de Miguel Ángel, sostenida por San Bartolomé como su atributo en El Juicio Final de la Capilla Sixtina. Uno de los poemas de Miguel Ángel utiliza la imagen de una serpiente mudando su vieja piel como metáfora de su esperanza en una nueva vida después de su muerte.
Con este sesgo neoplatónico, Dante empezó su Paraíso con una oración dirigida a Apolo, a quien pide "Entra en mi pecho, e infúndeme tu espíritu como hiciste con Marsias cuando le arrancaste la piel de sus miembros". En algunas otras representaciones renacentistas, las patas de Marsias revelan unas humanas al ser desolladas, por lo que está "siendo redimido de la animalidad que le condenó a este destino terrible".
La filósofa convertida en novelista Iris Murdoch estaba especialmente fascinada con la obra, que describió en una entrevista como "la más grande del canon occidental". La menciona en tres de sus novelas, y a veces los personajes hablan de ella. En su retrato para la National Portrait Gallery por Tom Phillips, una reproducción ocupa la mayor parte de la pared detrás de su cabeza. Dijo que tenía "algo que ver con la vida humana y todas sus ambigüedades y todos sus horrores, terrores y miserias, y al mismo tiempo hay algo hermoso, el cuadro es hermoso, y algo también que ver con la entrada de lo espiritual en la situación humana y la cercanía de los dioses ..."
La historia de Marsias servía a menudo como ilustración del desastre inevitable que sigue a la "arrogancia" de retar a un dios. La idea de que el concurso reforzaba la superioridad moral y artística de la cortesana lira, o los instrumentos de cuerda modernos, sobre los instrumentos de viento rústicos y frívolos estuvo presente en muchas discusiones antiguas, y todavía mantenía cierta relevancia en el siglo XVI. Gowing comenta: "Fue en nombre del orden y las leyes de la proporción armoniosa, que suenan en la música de cuerda, que Apolo reclamó la victoria sobre el sonido caótico e impulsivo de las flautas." Para Edgar Wind el concurso determinó "los poderes relativos de la oscuridad dionisíaca y la claridad apolínea; y si el concurso terminó con Marsias desollado, fue porque el desollamiento era en sí mismo un rito dionisíaco, un sacrificio trágico de purificación por el que la fealdad externa del hombre era sacada y la belleza de su yo interior revelada". Alternativamente, ha habido sugerencias de que la pintura tiene un significado político, ya sea general o concreto, y representa el "justo castigo" de los adversarios arrogantes.
Las 'tres edades del hombre' están todas representadas (si los sátiros son incluidos), de hecho a la derecha están alineadas diagonalmente. El niño o sátiro joven mira al espectador con bastante vacuidad, mientras los que están en la plenitud de la vida están concentrados en sus tareas con una variedad de expresiones, y el anciano Midas contempla la escena, aparentemente con melancólica resignación, pero sin hacer ningún intento de intervenir.

## Historia

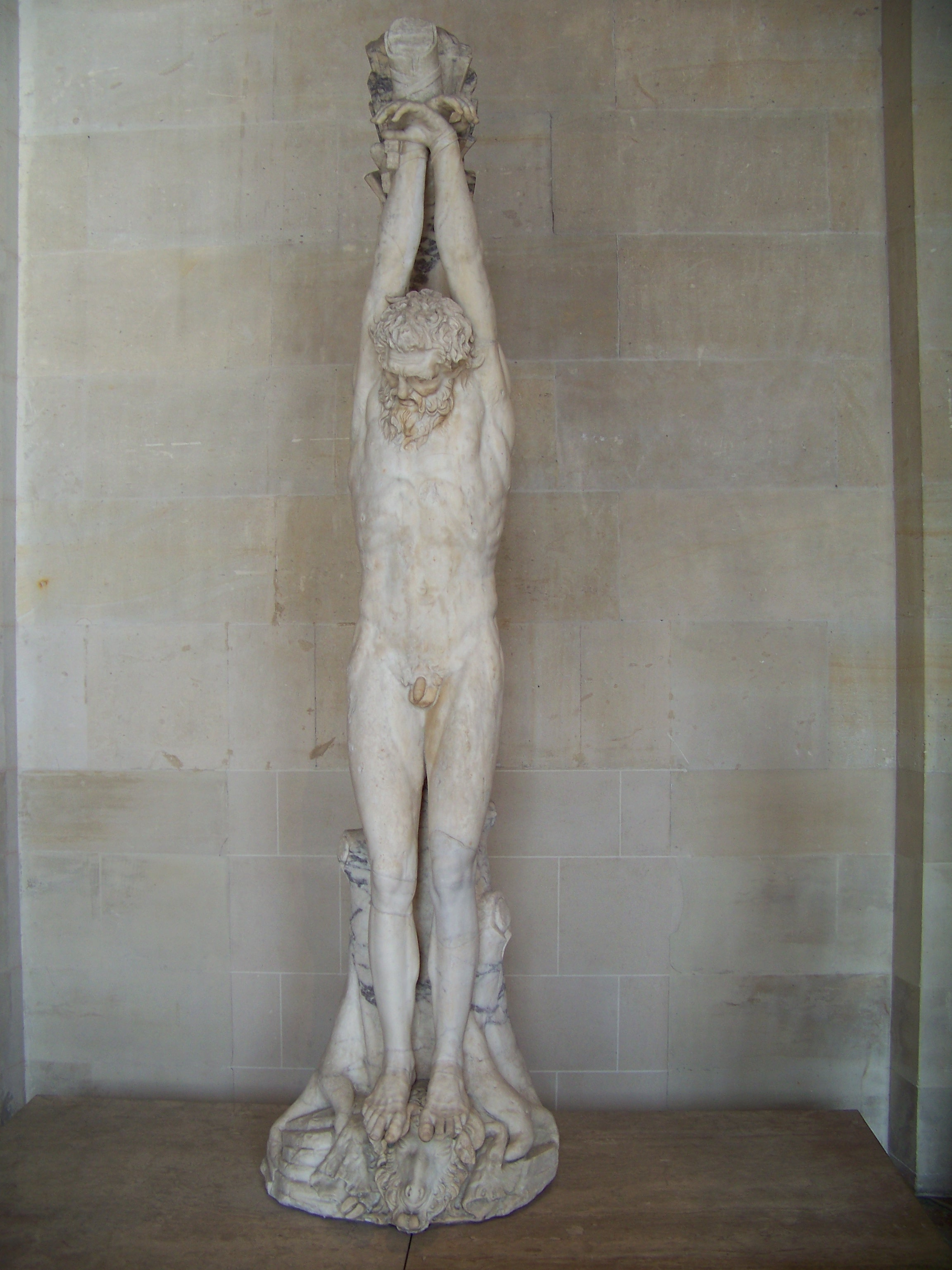
Versión romana de una figura helenística, Louvre.

Se desconoce si la pintura tenía un destinatario previsto; el cliente principal de Tiziano en sus últimos años fue el rey Felipe II, pero el cuadro no es mencionado en la correspondencia superviviente. La pintura bien puede ser una de las que todavía se encontraban en su estudio a su muerte en 1576. Hay varias, incluyendo por ejemplo La Muerte de Acteón en la Galería Nacional, Londres (ciertamente pintada para Felipe II), y hay cierto debate sobre si deben ser consideradas terminadas o no. En este caso la firma y las áreas de acabado detallado sugieren que la pintura había sido completada.
No se conoce su historia antes de su aparición en un inventario de 1655 de la colección del conde Arundel, por entonces en el exilio, debido a la Guerra Civil inglesa, en Ámsterdam. Formada por Thomas Howard, XXI conde de Arundel (fallecido en 1646) y su esposa Alethea Howard, fue dispersada en su mayoría por su hijo después de la muerte de Alethea en 1655. La colección se había formado principalmente en los años 1620, cuando el matrimonio realizó una extensa visita a Italia, y se presume que la pintura fue comprada allí.
La obra fue comprada por Franz Imstenraed en 1655. Era sobrino de (Edvard, Everard) Everhard Jabach, un banquero de Colonia que era uno de los mayores coleccionistas privados del siglo, y también actuó como agente para el cardenal Mazarino y Luis XIV. En los años 1650 la magnífica colección del amigo de Arundel el ejecutado Carlos I de Inglaterra estaba siendo dispersada en Londres, y Jabach, actuando en nombre de Luis, era uno de los muchos compradores internacionales activos, con agentes sobre el terreno.
En 1673 fue adquirida por Carlos II von Liechtenstein-Kastelkorn, obispo de Olomouc, como premio en una lotería. También compró la mayoría de la colección de los hermanos Bernhard y Franz Imstenraed, que permanece intacta en el castillo Kroměříž, el antiguo palacio arzobispal, ahora Museo Nacional, en Kroměříž.
La pintura fue cortada en la parte superior e inferior, y añadido en los lados, especialmente en el derecho, durante el siglo XVIII. En tiempos modernos, la pintura ha sido exhibida en el extranjero en Londres en 1983 y 2003, en Washington en 1986, y en París, Viena, Venecia, Roma, y también Nueva York, en la exposición "Unfinished: Thoughts Left Visible", una exposición de trabajos inacabados, en Met Breuer en 2016.

## Fuentes

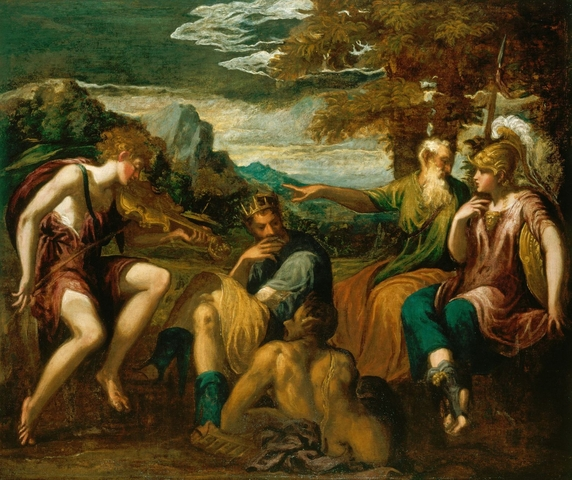
Andrea Schiavone, Juicio de Midas, Royal Collection, c 1548–50.

## Técnica y estilo
La técnica es característica del estilo final de Tiziano. Nicholas Penny comentó que hay "verdes, azules y rojos intensos (bermellón y carmesí) ... Después de 1560 Tiziano empezó a aplicar estos colores en veladuras, a menudo con sus dedos, de modo que solo a medias pertenecen a cualquiera de las formas y parecen flotar en la superficie de la pintura: evidentemente las pintó en último lugar. ... todavía se pueden apreciar partes de la pintura ahumada inicial (especialmente en el cuerpo fantasmal de Apolo) pero la sangre, las lenguas de los perros y las cintas en el árbol son rojo brillante."
Las áreas borrosas de la pintura (distancias indescifrables, puntos de luz que atraviesan el follaje) contrastan con las formas más modeladas, aunque toscamente pintadas, excepto ciertos detalles (la corona de Midas, el reflejo metálico en las hojas de los cuchillos y el balde) creando un conjunto quebradizo y evocador, de ecos expresionistas.